# Estación de Sagrada Família
Sagrada Família es una estación del Metro de Barcelona que se sitúa junto al Templo Expiatorio de la Sagrada Familia, edificio emblemático de la ciudad de Barcelona, proyectado inicialmente por Antoni Gaudí y todavía en construcción. La estación presta servicio a las líneas 2 y 5 del Metro de Barcelona. La estación dispone de accesos desde la plaza de la Sagrada Familia y desde las calles de Mallorca y Provenza.
| << cabecera     | < estación | línea | estación >              | cabecera >>           |
| --------------- | ---------- | ----- | ----------------------- | --------------------- |
| Metro           |            |       |                         |                       |
| Paral·lel       | Monumental |       | Encants                 | Badalona Pompeu Fabra |
| Cornellà Centre | Verdaguer  |       | Sant Pau \| Dos de Maig | Vall d'Hebron         |

## Historia
El proyecto para llevar el metro a la Sagrada Familia surgió en 1953, cuando el Ayuntamiento de Barcelona acordó la creación de una nueva línea de metro, bautizada inicialmente como Transversal Alto y luego como Línea II. El trazado proyectado discurría entre Horta y Collblanc, pasando por Congrés, Hospital de Sant Pau, Sagrada Familia, Sants y Badal. Por motivos económicos, la nueva línea se construyó por tramos. El primero, entre Sagrera (actualmente La Sagrera) y Vilapiscina (actualmente Vilapicina) se inauguró en 1959. En 1963 empezaron las obras en el otro extremo de la línea, entre San Ramón (actualmente Collblanc) y Diagonal-Paseo de Gracia (actualmente Diagonal), y en 1964 el régimen franquista aprobó la construcción del tramo Diagonal-Sagrera, que incluía la estación de Sagrada Familia.
En 1966 se aprobó un nuevo Plan de Metros, con importantes cambios. Se modificó el trazado de la Línea 10, de modo que al llegar a Sagrada Familia, en lugar de dirigirse hacía Collblanc, seguía un nuevo recorrido bajo la calle Marina y la Gran Vía hasta Pueblo Seco (actualmente Paral·lel). Por su parte, el tramo entre Collblanc y Sagrada Familia, que ya había empezado a construirse como Línea II, se convertía en una nueva línea, la V, que pasada la Sagrada Familia seguiría en dirección nordeste para llevar el metro a Badalona. De este modo, Sagrada Familia se convirtió en un intercambiador entre las líneas II y V. Se construyeron, por ello, dos estaciones. La de la Línea II se ubicó bajo la avenida Gaudí (entre Provenza y Rosellón) y la de la Línea V se construyó bajo la calle Provenza, entre Marina y Cerdeña. 
Para 1970 ya estaban finalizados los túneles y las estaciones cuya construcción se había iniciado en 1966, esto es: el tramo de Sagrada Familia a Diagonal-Paseo de Gracia de la Línea V y el Sagrada Familia a Sagrera de la Línea II. En cambio, las obras para llevar la Línea II de Sagrada Familia a Pueblo Seco, iniciadas en 1968, seguían en marcha a ritmo lento. Ante esta situación, el Ministerio de Obras Públicas optó por inaugurar lo ya construido con lo que, según lo proyectado, la estación de Sagrada Familia quebada como terminal de las líneas II y V, a la espera de sus respectivas prolongaciones hacía Pueblo Seco y Badalona. Sin embargo, a la práctica y como medida provisional, se optó por anexionar la Línea II a la V, de modo que se evitaba a los pasajeros el trasbordo en Sagrada Familia. De este modo, la Línea II desapareció temporalmente del mapa del metro de Barcelona, mientras que la línea V pasaba a unir San Ramón con Horta, un trazado provisional que terminó siendo definitiva. La inauguración del tramo Sagrera-Diagonal, incluyendo la estación de Sagrada Familia, tuvo lugar el 26 de junio de 1970, en un acto presidido por Francisco Franco.
La anexión de la Línea II a la V supuso que la estación de Sagrada Familia bajo la avenida Gaudí, que ya estaba totalmente construida, quedase inactiva a la espera de la finalización del túnel hasta Pueblo Seco, cuyas obras siguieron durante la primera mitad de los años 1970 con varios retrasos y problemas económicos. Los sucesivos planes de metros, en 1971 y 1974, siguieron respetando los trazados de 1966 para las líneas II (Pueblo Seco - Horta con prolongación a Taxonera) y V (Badalona/Pomar - San Ramón, con prolongación a Cornellá). No obstante, un hecho inesperado obligó a cambiar esta planificación. Cuando en 1975, el Estado traspasó al Ayuntamiento de Barcelona las competencias sobre el metro de la ciudad, los técnicos municipales descubrieron un fatal error de cálculo: el túnel de la Línea II se había construido a la misma profundidad que el de la Línea V, de modo que al llegar a Sagrada Familia ambas líneas se cruzaban a un mismo nivel. Por este motivo no pudo recuperarse la Línea II, y los túneles entre Sagrada Familia y Pueblo Seco, a pesar de estar construidos, quedaron abandonados.
Con la llegada de la democracia, el Departamento de Política Territorial y Obras Públicas de la Generalidad de Cataluña estudió la manera de solventar el error de la época franquista, para recuperar la inactiva Línea 2 (Paral·lel-Horta) y, su vez, devolver la Línea 5 al trazado diseñado en 1966 (Collblanc-Badalona). La solución, presentada en 1982, pasaba por construir una nueva estación bajo la plaza de Gaudí, un proyecto que topó con la oposición del Ayuntamiento de Barcelona, que se negó a derruir una plaza que había sido ajardinada tan solo un año antes, tras décadas de espera.
Finalmente, en 1983 la Generalidad descartó modificar el trazado de la Línea 5, que desde 1970 venía funcionando como provisional, y determinó que fuese la recuperada Línea 2 la que, al llegar a Sagrada Familia, se desviase hacia San Adrián del Besós y Badalona. Con este nuevo trazado la recuperación de la estación bajo la avenida Gaudí quedó definitivamente descartada y fue necesaria la construcción de nuevos andenes y accesos. La nueva estación de Sagrada Familia de la Línea 2 se construyó bajo la calle Marina, entre Mallorca y Provenza. Las obras se llevaron a cabo durante 1991 y costaron 1000 millones de pesetas. Aunque el objetivo era que la línea entrara en servicio antes de los Juegos Olímpicos de Barcelona 1992, las obras se dilataron tres años más. Finalmente, el 25 de septiembre de 1995 se abrió al público el primer trazado de la recuperada L2, entre Sagrada Familia y Sant Antoni. Al acto inaugural asistieron el presidente de la Generalidad, Jordi Pujol, el ministro de Obras Públicas, Josep Borrell, y el alcalde de Barcelona, Pasqual Maragall, entre otras autoridades.
Durante dos años la estación de Sagrada Familia funcionó como terminal de la L2, hasta que el 20 de septiembre de 1997 entró en servicio la prolongación de la línea hasta la Estación de La Pau. El acto inaugural estuvo presidido por el alcalde de Barcelona, Pasqual Maragall y el expresidente de la Generalidad de Cataluña, Jordi Pujol.